# Anton Raffl
Anton Raffl (* 23. April 1939 in Haiming, Tirol) ist ein österreichischer Politiker (ÖVP).

## Leben
Nach Besuch einer achtjährigen Volksschule begann Anton Raffl 1953 eine Lehre als Schlosser, die er jedoch noch im selben Jahr abbrach. Danach war er drei Jahre lang als Hilfsarbeiter tätig. 1957 fand er Anstellung bei der Stadtgemeinde Haiming. Hier machte er rasch Karriere, wurde 1963 Gemeindesekretär und nur drei Jahre später, 1966, Gemeindeamtsleiter. Auch erwarb er 1969 nach dem Besuch einer Arbeitermittelschule in Innsbruck die Matura.
Nur ein Jahr zuvor, 1968, wurde Raffl als Bürgermeister-Stellvertreter von Haiming vereidigt. In dieser Funktion war er bis 1992 tätig. Innerhalb seiner Partei, der ÖVP, gehörte Raffl dem Österreichischen Arbeitnehmerinnen- und Arbeitnehmerbund (ÖAAB) an. 1973 wurde er Bezirksvorsitzender des ÖAAB im Bezirk Imst und 1975 stellvertretender Landesvorsitzender für ganz Tirol.
Auch hat sich Raffl um den Fremdenverkehr in Tirol bemüht und war so Gründungsmitglied und Obmann der Fremdenverkehrsregion Mittleres Oberinntal.
Von Juni bis Oktober 1979 saß er für Tirol als Mitglied im Bundesrat.
Ebenfalls 1979 wurde Raffl in den Aufsichtsrat der Hypo Tirol Bank gewählt. 1992 folgte die Wahl zum Ersten Stellvertreter jenes Gremiums.